# Michael Reul

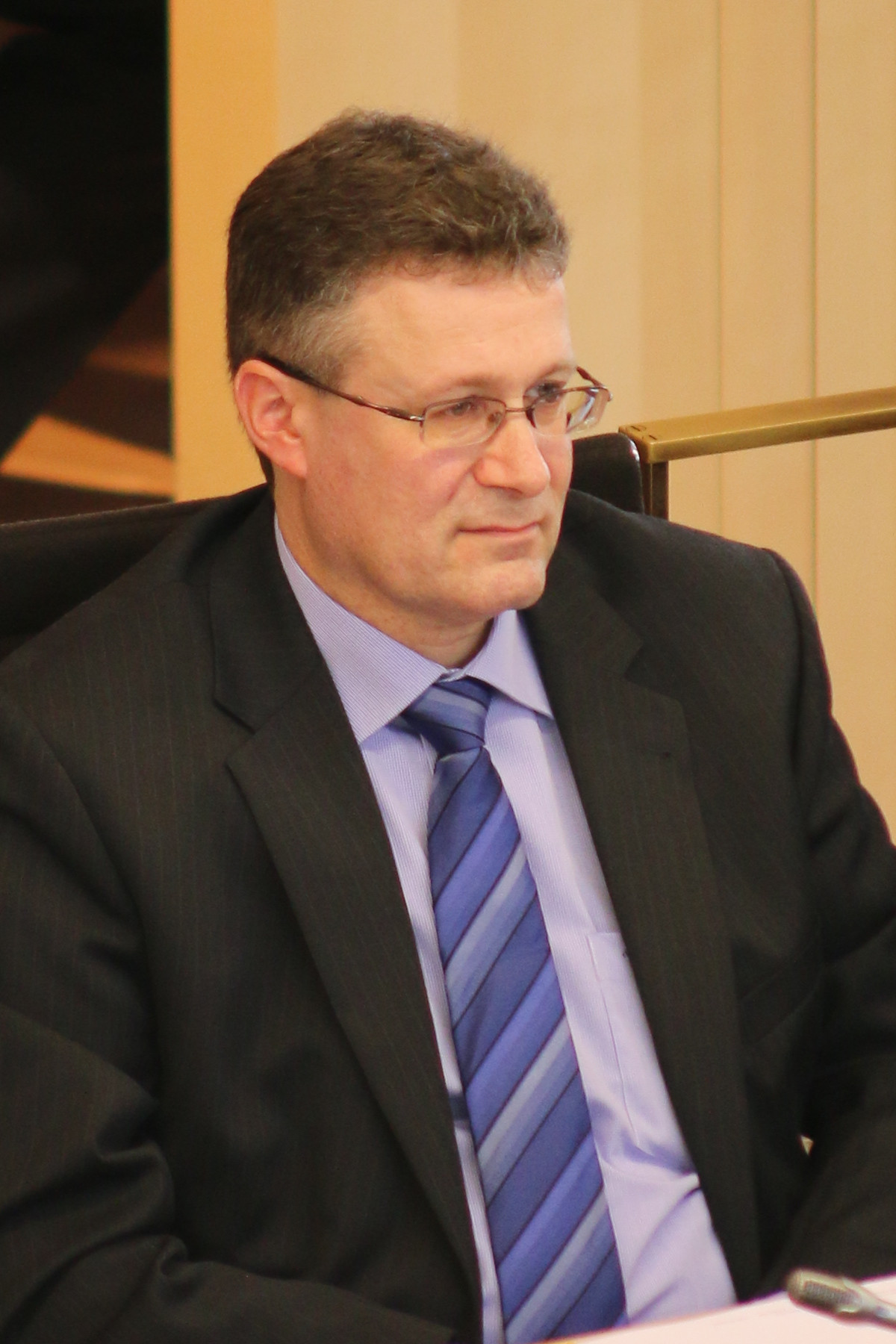
Michael Reul bei der konstituierenden Sitzung des Hessischen Landtages 2014

Michael Reul (* 20. Januar 1967 in Frankfurt) ist ein deutscher Politiker der (CDU). Er ist seit 2013 Mitglied des Hessischen Landtags.

## Leben
Michael Reul ist verheiratet und Vater dreier Töchter. Er absolvierte eine Ausbildung zum Bankkaufmann und ein Studium zum Diplom-Volkswirt. Vor Beginn seines Landtagsmandats war er für die DekaBank Deutsche Girozentrale tätig. Weiterhin war er Ehrenamtlicher Richter am Landgericht Hanau (2009–2014).

## Politik
Michael Reul gehört der CDU Hessen an und bekleidet mehrere Parteiämter. Von 1992 bis 2006 war er in Gelnhausen kommunalpolitisch tätig, darunter fünf Jahre als Stadtverordneter, sechs Jahre als Parteivorsitzender und fünf Jahre als Vorsitzender des Haupt- und Finanzausschusses. Von 2011 bis 2013 war er Stadtverordneter in Bruchköbel und führte den Haupt- und Finanzausschuss als Vorsitzender an.
Im Kreistag des Main-Kinzig-Kreises engagiert er sich seit 1995. Seit 2011 ist er Vorsitzender der CDU-Kreistagsfraktion. Für Menschen mit Behinderungen setzt er sich seit 2003 im Landeswohlfahrtsverband Hessen ein und ist dort finanzpolitischer Sprecher der CDU-Fraktion und Vorsitzender des Haushaltsausschusses.
Nach der Wahl 2013 gelang ihm als direkt gewähltem Abgeordneten für den Wahlkreis Main-Kinzig III (Wahlkreis 42) der Einzug in den Hessischen Landtag. Er setzte sich mit 46,6 Prozent der Stimmen gegen seinen Mitbewerber Heinz Lotz von der SPD durch, der auf 35,1 Prozent der Stimmen kam. Michael Reul gehört im Hessischen Landtag dem Haushaltsausschuss, dem sozial- und integrationspolitischen Ausschuss, dem Ausschuss für Wissenschaft und Kunst, dem Petitionsausschuss, dem Unterausschuss für Finanzcontrolling und Verwaltungssteuerung und als stellvertretendes Mitglied dem Hauptausschuss an. Er ist behindertenpolitischer Sprecher der CDU-Fraktion.
Bei der Landtagswahl 2018 konnte Reul sein Direktmandat mit 28,8 % der abgegebenen Stimmen verteidigen. Auch bei der Landtagswahl 2023 zog er erneut über das Direktmandat in den Landtag ein.